# Portão dos Varadouros
O Portão dos Varadouros localiza-se na cidade do Funchal, na ilha da Madeira.
Trata-se de uma reconstituição da antiga porta da cidade, outrora existente no largo dos Varadouros, parte integrante da muralha defensiva da cidade, e que dava acesso ao varadouro de embarcações na antiga praia de Calhau, onde se rasga hoje a Avenida do Mar.

## História
O primitivo portão foi erguido em 1689, por iniciativa do governador D. Lourenço de Almada dentro do gosto maneirista internacional e onde chegou a ser colocada uma inscrição em latim, que se pode traduzir por “Cada um dos antecedentes governadores debalde se esforçou por concluir estas muralhas; ao Senhor Lourenço de Almada estava reservada a satisfação da sua conclusão"-
Perdida a função defensiva, no início do século XX foi demolido (maio de 1911), juntamente com extensos troços das antigas muralhas, devido às obras de adaptação da baixa da cidade ao então moderno automóvel.
Em nossos dias, no âmbito da recuperação de património histórico promovido pelas comemorações dos 500 anos da cidade do Funchal, foi reposto no mesmo local por iniciativa da Câmara Municipal (setembro de 2004).

## Características
A sua reconstrução obedeceu a estudo histórico, respeitando a primitiva traça arquitectónica. O pórtico foi reconstruído em betão armado com forras em cantaria da região, sendo encimado pelas peças originais - Coroa, Armas Reais e lápide - que se encontravam depositadas no Museu Quinta das Cruzes.